# Жерьявич, Владимир
Владимир Жерьявич (хорв. Vladimir Žerjavić; 2 августа 1912, Криж, Загребская жупания — 5 сентября 2001, Загреб) — хорватский экономист и демограф, опубликовавший в 1980—1990-х годах серию исторических работ о потерях Югославии во Второй мировой войне.

## Биография
Владимир Жерьявич родился в деревне Криж, к юго-востоку от Загреба. В 1949 году окончил Экономический факультет Загребского университета, после чего занимал различные должности в Институте экономики, Министерстве промышленности и Федеральном центре подготовки управленческих кадров для экономической отрасли. С 1958 по 1982 год Жерьявич пребывал за границей, где в качестве демографа анализировал рост и миграцию населения для нужд ООН и правительственных ведомств разных стран.
В 1989 году, спустя четыре года после публикации сербским статистиком Боголюбом Кочовичем исследования о количестве человеческих жертв среди жителей Югославии во Второй мировой войне по национальному и религиозному признаку, Жерьявич опубликовал собственную работу на эту же тему, которая имела некоторые расхождения с данными Кочовича.
| Группа населения | Данные Жерьявича | Данные Кочовича |
| ---------------- | ---------------- | --------------- |
| Сербы            | 530 000          | 487 000         |
| Хорваты          | 192 000          | 207 000         |
| Мусульмане       | 103 000          | 86 000          |
| Евреи            | 57 000           | 60 000          |
| Словенцы         | 42 000           | 32 000          |
| Немцы            | 28 000           | 26 000          |
| Черногорцы       | 20 000           | 50 000          |
| Албанцы          | 18 000           | 6 000           |
| Итальянцы        | 8 000            | 27 000          |
| Македонцы        | 6 000            | 7 000           |
| Венгры           | 2 000            | 5 000           |
| Остальные        | 11 000           | 21 000          |
| Всего            | 1 027 000        | 1 014 000       |

При анализе сведений о человеческих жертвах, которые понесла Югославия в ходе Второй мировой войны, Жерьявич уделил особое внимание количеству жертв Блайбургской бойни и лагеря смерти Ясеновац, так как по мнению Жерьявича, число связанных с ними убийств было многократно преувеличено великосербской пропагандой. Начав проводить своё исследование с изучения переписей населения 1846 и 1880 года, Жерьявич установил, что количество жителей некоторых регионов Королевства Югославия было преувеличено их властями, на основании чего он признал называемое сербами число жертв во Второй мировой войне в 1 700 000 человек, неверным, назвав новую цифру в 1 027 000 человек.
Помимо количества жертв во Второй мировой войне, Жерьявич также пытался установить подлинное число убитых во время войны в Боснии и Герцеговине (1992—1995). Согласно его подсчётам за всё время конфликта погибло 215 тысяч человек, из них 160 тысяч босняков, 30 тысяч хорватов и 25 тысяч сербов. Однако эти данные расходятся с исследованиями Международного трибунала по бывшей Югославии, который приводит цифру в 102 000 человек.
За свои заслуги Владимир Жерьявич был награждён медалью Отечественной благодарности и орденом Утренней звезды Хорватии.